# Omaha, Illinois
Omaha là một làng thuộc quận Gallatin, tiểu bang Illinois, Hoa Kỳ. Năm 2010, dân số của làng này là 266 người.

## Dân số
Dân số qua các năm:
- Năm 2000: 263 người.
- Năm 2010: 266 người.